# Gabriel Naudé

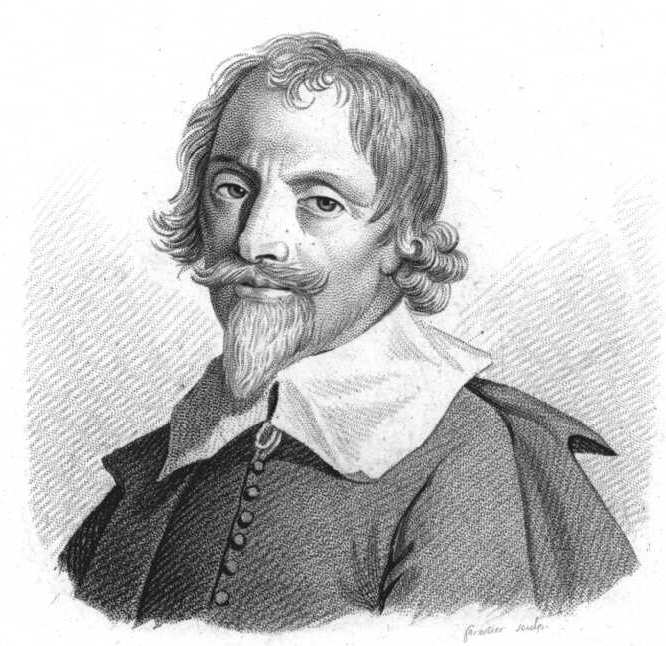
Gabriel Naudé (dziewiętnastowieczny drzeworyt)

Gabriel Naudé (ur. 2 lutego 1600 w Paryżu, zm. 10 lipca 1653 w Abbeville) – francuski bibliotekarz i bibliograf. Utworzył tak zwaną Bibliothèque Mazarine. Autor jednej z pierwszych teorii współczesnej organizacji bibliotek: Advis pour dresser une bibliothèque (1627). 
Naudé pracował m.in. dla kardynała de Bagni i Francesco Barberini w Rzymie, a następnie dla kardynała Mazarine w Paryżu. Dla tego ostatniego stworzył znaczny księgozbiór, który stanowi bazę współczesnej bibliothèque Mazarine w stolicy Francji. Proces ten trwał 10 lat, podczas których Naudé podróżował po Europie wraz z kardynałem, zebrawszy w ten sposób ponad 40 000 dzieł, w tym wiele cennych manuskryptów.

## Publikacje
- Le Marfore, ou Discours contre les libelles. Quæ tanta insaniæ, cives ?, Paris, L. Boulenger, 1620, 22 s. dostępne na stronie Gallica
- Instruction à la France sur la Vérité de l'Histoire des Frères de la Roze-Croix... Paris, Chez François Julliot, 1623. Nouvelle édition : Instruction à la France sur la vérité de l'histoire des Frères de la Roze-Croix (1623), wstęp, redakcja i anotacje przez Didier Kahn, Paris, Champion, 2009.
- Advis pour dresser une bibliothèque. pierwsze wydanie w 1627, reedycja w 1644. Wydanie współczesne: Klincksieck, 1994. - 164 s.
- Addition à l'histoire de Louis XI. Wydanie pierwsze w 1630. Wydanie współczesne: Fayard, 1999. - 196 s.
- Science des Princes, ou Considérations politiques sur les coups-d'état. Wydanie pierwsze 1639. Wydanie współczesne: Le Promeneur..
- Quinque quaestionum latro-philologicarum / Gabriel Naudé. - Parisiis, Chouet, 1647.
- Causae Kempenses conjectio pro curia Romana / Gabriel Naudé. - Parisiis, Cramoisy, 1651.
- Apologie pour tous les grands personnages qui ont esté faussement soupçonnez de magie. 1625, La Haye, Adrian Vlac, 1653.
- Bibliographia Militaris. In germania primum edita cura G. Schubarti. Ienae, ex Officina Nisiana, 1683.
- Naudaean et Patiniana ou Singularitez Remarquables, Prises Des Conversations De Mess. Naudé & Guy Patin. Drugie wydanie poprawione i wzbogacone przez Additions au Naudæana, Amsterdam, François vander Plaats, 1703.
- Science des princes, ou Considerations politiques sur les Coups d’État. Avec les Réflexions Historiques, Morales, Chrétiennes, & Politiques. De L.D.M.C.S.D.S.E.D.M. 3 tomy. 1752. Réflexions Historiques... autorstwa Louisa du Maya, doradcy i sekretarza Sérénissime Electeur de Mayence, na co wskazują tytułowe inicjały.
- Mémoire confidentiel adressé à Mazarin. Après la mort du cardinal de Richelieu., opublikowane przez Alfreda Franklina na podstawie manuskryptu.